# Todd Carty
Todd Jennings, más conocido como Todd Carty (Limerick, 31 de agosto de 1963), es un actor irlandés conocido por interpretar a Mark Fowler en la serie EastEnders, a Tucker Jenkins en Grange Hill y por haber interpretado a Gabriel Kent en The Bill.

## Biografía
En 1990 comenzó a salir con la actriz, escritora y productora Dina Clarkin, la pareja se conoce desde que eran pequeños. La pareja le dio la bienvenida a su primer hijo, James en 1996 y más tarde a su segundo hijo juntos, Thomas Jennings.

## Carrera
Junto a Dina creó una compañía productora de cine llamada "Swordfish Productions".
Su primera aparición en la televisión fue durante un comercial para Woolworths a la edad de cuatro años. También apareció en un comercial junto a Jon Pertwee para "Green Cross Code". 
Como narrador Todd ha prestado su voz para programas como Paddington Green, Scene in New York, The Fame Game, Driving Mum Crazy, Snapshot-Eddie Kidd, The Jungle Creatures, entre otras... 
El 8 de febrero de 1978 se unió al elenco de la serie policíaca Grange Hill donde interpretó a Peter Jenkins hasta 1982, posteriormente apareció en la serie como invitado en el 2003 y finalmente durante el último episodio del 2008.
Poco después en 1983 se unió al elenco de la serie Tucker's Luck, un spinoff de Grange Hill donde volvió a interpretó a Peter "Tucker" Jenkins hasta 1985. La serie seguía la vida de Peter, Alan y Tommy y cómo estos luchaban con sus problemas personales y profesionales después de dejar Grange Hill. 
Ese mismo año interpretó a Oswyn en la película de fantasía Krull junto a Ken Marshall, Lysette Anthony, Liam Neeson y Alun Armstrong.
En 1990 se unió al elenco principal de la exitosa serie británica EastEnders donde interpretó a Mark Fowler, hasta el 14 de febrero de 2003 después de que su personaje se fuera de la cuadra. Todd reemplazó al actor David Scarboro, quien interpretó a Mark de febrero de 1985 hasta 1987, después de que David se suicidara en abril de 1988.
En 1997 apareció en la película de adventura The Black Velvet Band.
En el 2000 Todd fue homenajeado durante el programa This Is Your Life, los actores Wendy Richard, Norman Wisdom, Nick Berry, su novia Dina Clarkin, sus James y Thomas Carty y su suegro el actor Tony Clarkin estuvieron presentes.
En el 2003 apareció en la serie The Bill donde interpretó al villano y corrupto oficial de policía Gabriel Kent, hasta el 2005, después de que Gabriel decidiera suicidarse tirándose de una azotea para intentar ser arrestado por sus crímenes.
Entre el 2005 y el 2008 apareció como invitado en series como Hearbeat, Doctors y en Holby City donde interpretó al villano Cameron Cook. Ese mismo año interpretó al aristocróta Harvey Van Bollingbroke en la película Treasure of Albion y al excéntrico señor Haig en la película The School That Roared, en donde también trabajó como director de la segunda unidad. En mayo de 2008 apareció en el programa I'd Do Anything en donde ayudó a Cameron Mackintosh a escoger a un joven para que interpretara a Oliver Twist durante la producción Oliver!.
En el 2007 hizo su debut como director cuando dirigió varios episodios de la serie Doctors. Más tarde en el 2010 dirigió su primera película The Perfect Burger.
En enero de 2009 se unió a la cuarta temporada del programa Dancing On Ice, su pareja fue la patinadora profesional Susie Lipanova, sin embargo la pareja quedó en el noveno lugar.
En el 2013 participará en el programa de patinaje sobre hielo All-Star Dancing on Ice  donde su pareja será la patinadora profesional Alexandra Schauman.

## Filmografía
Serie de Televisión:
| Año                     | Título        | Personaje              | Notas                              |
| ----------------------- | ------------- | ---------------------- | ---------------------------------- |
| 1978 - 1982, 2003, 2008 | Grange Hill   | Peter "Tucker" Jenkins | 52 episodios                       |
| 2008                    | Doctors       | Kev Blake              | episodio "Stand Up and Be Counted" |
| 2006                    | Holby City    | Cameron Cooke          | episodio "Games of Chance"         |
| 2005                    | Hearbeat      | Ryan Hallam            | episodio "Auld Acquaintance"       |
| 2003 - 2005             | The Bill      | Oficial Gabriel Kent   | 83 episodios                       |
| 1990 - 2003             | EastEnders    | Mark Fowler            | 1,017 episodios                    |
| 1983 - 1985             | Tucker's Luck | Peter "Tucker" Jenkins | 27 episodios                       |
| 1977                    | Headmaster    | -                      | episodio "The Public Image"        |
| 1976                    | Z Cars        | Billy                  | episodio "Ringers"                 |

Películas:
| Año  | Título                            | Personaje              | Notas                                                 |
| ---- | --------------------------------- | ---------------------- | ----------------------------------------------------- |
| 2010 | Blame                             | Mr. Keller             | junto a Adrian Black                                  |
| 2009 | The School That Roared            | Mr. Haig               | junto a Tom Bradbury                                  |
| 2006 | Treasure of Albion                | Harvey Van Bolingbroke | junto a Kamran Thomas Darabi-Ford                     |
| 2004 | The Bill Uncovered: Kerry's Story | Oficial Gabriel Kent   | -                                                     |
| 1997 | Black Velvet Band                 | Pentecost              | junto a Nick Berry                                    |
| 1989 | The Candy Show                    | -                      | corto - junto a Ed Bishop                             |
| 1983 | Krull                             | Oswyn                  | junto a Liam Neeson, Lysette Anthony & Alun Armstrong |
| 1974 | Professor Popper's Problem        | Angus                  | junto a Charlie Drake                                 |
| 1971 | Please Sir!                       | iño                    | no aparece en los créditos                            |

Director:
| Año         | Serie/Película     | Notas       |
| ----------- | ------------------ | ----------- |
| 2010        | The Perfect Burger | -           |
| 2007 - 2008 | Doctors            | 6 episodios |

Apariciones:
| Año         | Título           | Notas                      |
| ----------- | ---------------- | -------------------------- |
| 2009 - 2010 | The Wright Stuff | panelista - 3 episodios    |
| 2009        | Dancing on Ice   | concursante - 10 episodios |

Teatro:
| Año               | Obra                               | Personaje                    | Teatro                         |
| ----------------- | ---------------------------------- | ---------------------------- | ------------------------------ |
| 2010              | Spamalot                           | Patsy                        | -                              |
| 1994, 2009 - 2010 | Cinderella (pantomima)             | Buttons                      | Gatehouse & Pavilion Theatre   |
| 2008 - 2009       | Jack and the Beanstalk (pantomima) | Malvado Ferdinand Fleshcreep | Queen's Theatre                |
| 2007 - 2008       | The Business of Murder             | Detective de Policía Hallett | Queen's Theatre                |
| 2005 - 2008       | Dick Whittington (pantomima)       | King Rat                     | Wycombe Swan & Capitol Theatre |
| 1993              | Aladdin (pantomima)                | Ali Baba                     | Gatehouse Theatre              |
| 1989              | Grange Hill: Tucker's Return       | Peter "Tucker" Jenkins       | Queen's Theatre                |
| -                 | Lionel                             | Joven Lionel                 | New London Theatre             |